# Палеолитна Венера
Палеолитна Венера е условен термин, обозначаващ праисторическа малка пластика на жена, създадена през късния палеолит.
Повечето палеолитни Венери имат пищни форми. Срещат се в Европа и някои части на Азия, в района на Евразия, от Пиренеите до езерото Байкал. Първите са открити през 1864 г. на територията на Франция.
Значителна част от тях са създадени през периода на Граветианската култура, но ранните екземпляри са създадени през Оринякската култура (например Венерата от Холе Фелс, открита през 2008 г. и датирана по радиовъглеродния метод отпреди около 35 хил. години), а късни от Магдаленската култура, например Венерата от Монруз, датирана отпреди 11 хил. години.
Има много интерпретации за значението на палеолитните Венери, което все още не е точно установено, но поради пищните им форми се счита, че те са имали култово предназначение и са символизирали плодородие, късмет или някаква богиня, най-вероятно Богинята-майка.

## Характеристики
Намерени са множество доисторически статуетки на жени, които притежават общи художествени характеристики. Най-много са ромбовидните, стесняващи се към главата и краката, и широки в средната част (корема и бедрата). У някои забележимо са подчертани определени анатомични особености на тялото – корем, бедра, бутове, гърди, вулва. Другите части на тялото, често са незначителни или липсват, особено ръцете и краката. Главата също е относително малка и без детайли.
Статуетките са правени от мека скала (стеатит, калцит, варовик и др.), кости или бивни или изпечена глина. Глинените са едни от най-старите познати образци на керамично изкуство. Познатите палеолитни Венери се срещат във всякакви размери, но най-вече с височина от 4 до 25 cm.

## Артефакти
| Изображение | Име                                                        | Датиране на период                              | Място на откриване | Дата на откриване | Материал(и)                                    | Височина | Ширина  | Тегло      |
|             | Венера от Холе Фелс (Шелклингенска Венера, Швабска Венера) | 35 хилядолетие пр.н.е. – 40 хилядолетие пр.н.е. | Пещерата Холе Фелс, близо до град Шелклинген, Германия. | 2008 г.           | слонова кост на мамут                          | 5,97 см  | 3,46 см | 33,3 грама |
|             | Венера от Галгенберг (Галгенбергска Венера)                | 30 хилядолетие пр.н.е.                          | Градчето Щратцинг, провинция Долна Австрия, Австрия. | 1988 г.           | серпентин                                      | 7,2 см   |         | 10 грама   |
|             | Вилендорфска Венера (Венера от Вилендорф)                  | 24 хилядолетие пр.н.е. – 30 хилядолетие пр.н.е. | Край село Вилендорф, провинция Долна Австрия, Австрия. | 1908 г.           | оолитен порест варовик                         | 11,1 см  |         |            |
|             | Вестонишка Венера (Венера от Долни Вестонице)              | 25 хилядолетие пр.н.е. – 29 хилядолетие пр.н.е. | В подножието на хълма Девин, в палеолитното находище край село Долни Вестонице, в историко-географската област Моравия, днешна Чехия (по онова време част от Чехословакия). | 1925 г.           | керамика                                       | 11,1 см  | 4,3 см  |            |
|             | Венера от Леспюж (Леспюжка Венера)                         | 24 хилядолетие пр.н.е. – 26 хилядолетие пр.н.е. | В пещерата Ридо, в близост до село Леспюж, департамент От Гарон, Франция.                                                                                                   | 1922 г.           | слонова кост                                   | 14,7 см  | 6,0 см  |            |
|             | Венера от Брасемпюй (Брасемпюйска Венера)                  | 25 хилядолетие пр.н.е.                          | Край село Брасемпюй, регион Аквитания, Франция. | 1894 г.           | слонова кост                                   | 3,65 см  | 1,9 см  |            |
|             | Венера от Петърковице (Венера от Ландек)                   | 23 хилядолетие пр.н.е.                          | Край квартал Петърковице на град Острава, днешна Чехия (по онова време част от Чехословакия).                                                                               | 1953 г.           | хематит                                        | 4,5 см   | 1,5 см  |            |
|             | Венери от Малта                                            | 19 хилядолетие пр.н.е. – 21 хилядолетие пр.н.е. | В палеолитния обект Малта, при река Ангара, близо до езерото Байкал в Иркутска област, Сибир, Русия.                                                                        | 1928 г.           | слонова кост на мамут                          |          |         |            |
|             | Венера от Бурет                                            | 20 хилядолетие пр.н.е. – 21 хилядолетие пр.н.е. | Иркутска област, Русия | 1936 – 1940 г.    | слонова кост на мамут                          |          |         |            |
|             | Венера от Моравани                                         | 22 хилядолетие пр.н.е. – 24 хилядолетие пр.н.е. | Край село Моравани на Вах, днешна Словакия (по онова време част от Чехословакия).                                                                                           | 1938 г.           | слонова кост на мамут                          | 7,6 см   |         |            |
|             | Венера от Савиняно                                         | 20 хилядолетие пр.н.е. – 25 хилядолетие пр.н.е. | Край град Савиняно сул Панаро, близо до Модена, Италия. | 1925 г.           | серпентин                                      | 22 см    |         |            |
|             | Фигурки на Венера от Балзи Роси                            | 18 хилядолетие пр.н.е. – 25 хилядолетие пр.н.е. | Близо до Вентимиля, Италия. | 1883 – 1895 г.    | слонова кост, сапунен камък, серпентин, хлорит |          |         |            |
|             | Фигурки на Венера от Гьонерсдорф                           | 11 хилядолетие пр.н.е. – 15 хилядолетие пр.н.е. | Край град Нойвид в провинция Рейнланд-Пфалц, Германия. | 1968 – 1976 г.    | слонова кост                                   |          |         |            |
|             | Фигурки на Венера от Петерсфелс                            | 11 хилядолетие пр.н.е. – 15 хилядолетие пр.н.е. | В пещерите Петерсфелс близо до Енген, провинция Баден-Вюртемберг, Германия.                                                                                                 | 1928 – 1978 г.    | гагат                                          |          |         |            |
|             | Венера от Монруз                                           | 11 хилядолетие пр.н.е. – 15 хилядолетие пр.н.е. | Край предградието Монруз в Нюшател, Швейцария. |                   | гагат                                          |          |         |            |

Местоположение и датиране на откритите артефакти:
|  | – 30 хилядолетие пр.н.е. и повече                  |
|  | – 20 хилядолетие пр.н.е. до 30 хилядолетие пр.н.е. |
|  | – 10 хилядолетие пр.н.е. до 20 хилядолетие пр.н.е. |